# 16777216 (число)
16 777 216 (шістнадцять мільйонів сімсот сімдесят сім тисяч двісті шістнадцять) — натуральне число між 16 777 215 і 16 777 217.

## В математиці
- 16 777 216 = 224 = 412 = 88 = 166 = 644 = 2563.

## В інформатиці
- 16 777 216 — кількість значень, яку може набувати змінна, що займає 3 байти (24 біти).
- 16 777 216 — число кольорів у режимі TrueColor — моделі RGB, де кожному каналу виділено по 8 біт.[1][2]
- 16 777 216 — в 3-бітному числі з рухомою комою у форматі IEEE-754 це межа за якою уже не всі числа можуть бути точно представлені. Наприклад, float a = 16777217; дає 16777216.[3][4] Це пов'язано з тим, що мантиса має лише 23 біти.
- У протоколі WEP, алгоритм шифрування RC4 використовує лише 2^24 векторів ініціалізації, що робить його вразливим до атак «на пов'язаних ключах»[en]. Після передачі 1200 пакетів, ймовірність повторення вектору перевищує 99%.[5]
- максимальна довжина текстового поля в Snowflake - 16777216 байт[6], тому код рясніє оголошеннями VARCHAR(16777216)[7]
- кількість можливих значень типу MEDIUMINT в MariaDB[8]